# ディー・スナイダー
ディー・スナイダー（Dee Snider, 1955年3月15日 - ）は、アメリカ合衆国出身のロックミュージシャン、ボーカリスト、俳優。
同国のロックバンド「トゥイステッド・シスター」のフロントマンとして知られる。グラムメタルにおけるステージメイクアップの先駆けでもあり、言動も含め強烈なインパクトを放った。

## 概要・略歴
ニューヨーク市のクイーンズ生まれ。父が裁判書記官、母が美術教師という中流家庭に育つ。クリスチャンとして幼少の頃から地元の合唱団に所属し、高校時代まで携わった。
高校卒業後ミュージシャンの道に進み、バンド活動を経験。1976年、まだ無名だったロックバンド「トゥイステッド・シスター」に加入し、芸名も本名のダニエルから"ディー"と改めた。自身のソングライティングがバンドとマッチし、地元ニューヨークで開花する。

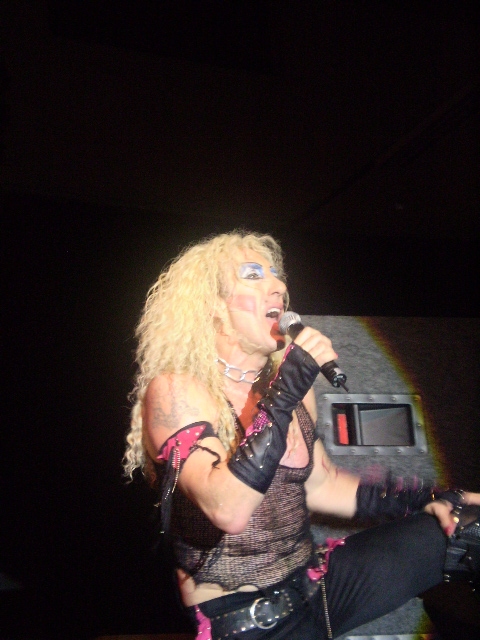
メイクアップ状態のディー (2007年)

1980年代から女装のヴィジュアルを強調した、グラムメタル（ヘアメタル）の方向に進む。メジャーレーベル「アトランティック・レコード」に所属し、アルバムやシングルでメガヒットを記録。TV出演などメディアの露出と連動した道化キャラクターで、強烈なインパクトを放った。
1987年にバンドを脱退し、バーニー・トーメ、クライブ・バーらと結成した「Desperado」、元アリス・クーパーのアル・ピトレリらと結成した「Widowmaker」などリーダーバンドを結成。1990年代からはソロ活動やタレント業に加え、俳優も経験した。

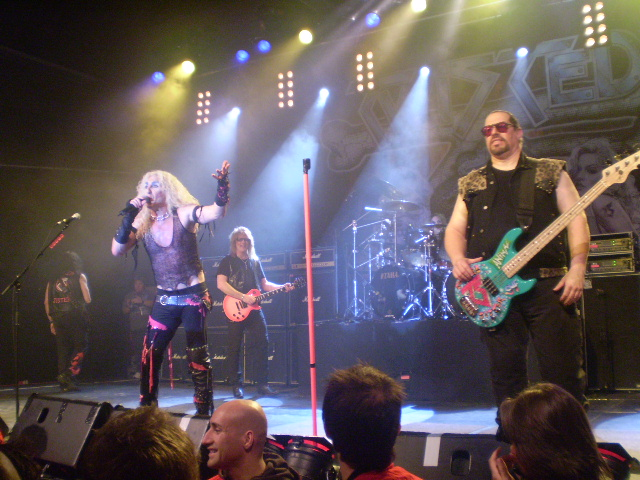
ステージメイクも復活したトゥイステッド・シスター再結成後のライブ

2000年、初のソロアルバム『Never Let the Bastards Wear You Down』を発表。また2000年代には再始動した「トゥイステッド・シスター」に完全復帰し、業界からもレジェンドとしてリスペクトされる存在となる。
2012年、12年ぶりの2ndソロ・企画アルバム『Dee Does Broadway』をリリース。
2016年、3rdソロアルバム『We Are the Ones』をリリース。そして同年を最後に「トゥイステッド・シスター」の活動が終了。以降はソロ活動に専念している。
2018年、4thソロアルバム『For the Love of Metal』、2021年に5thソロアルバム『Leave a Scar』をリリース。

## 人物・エピソード

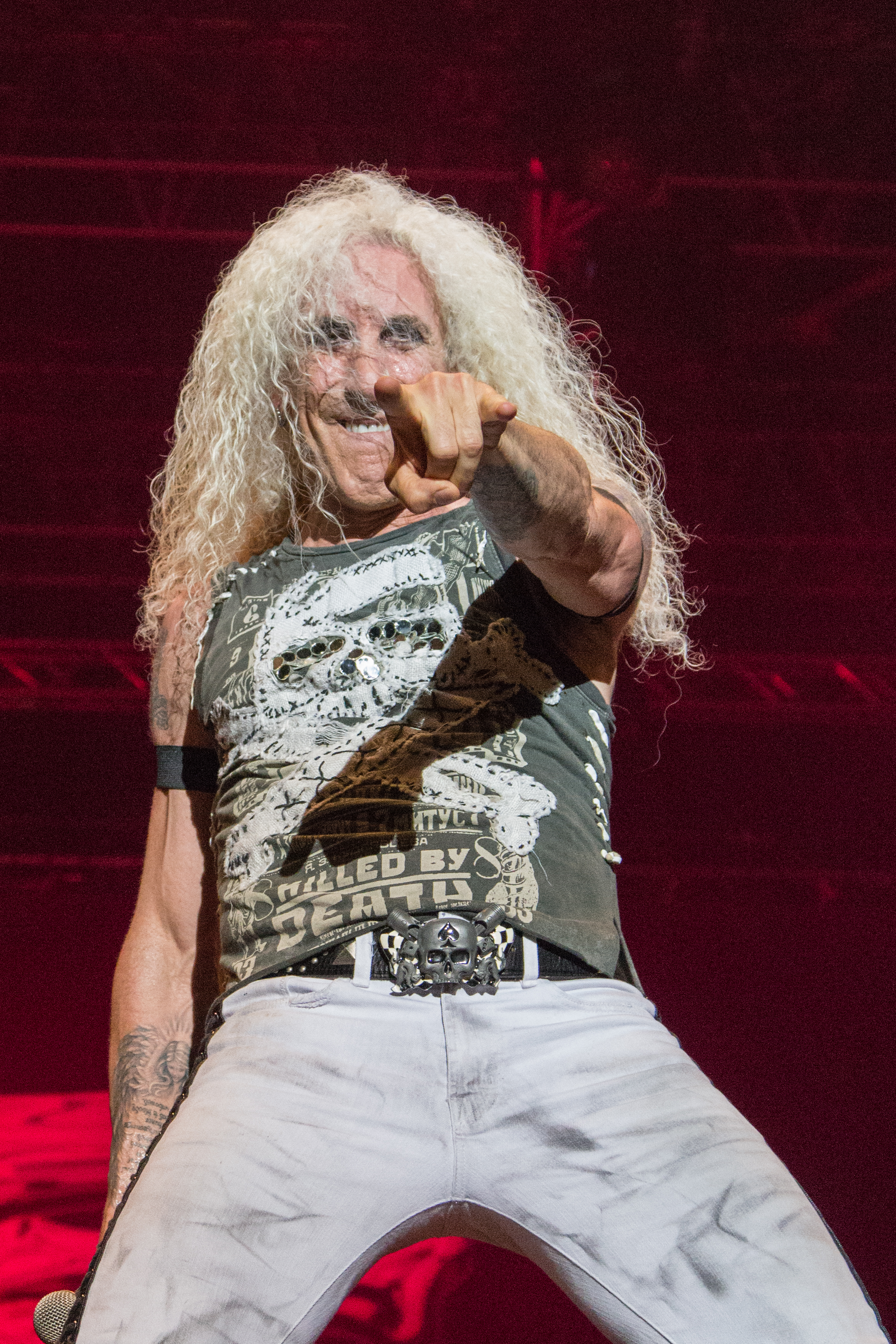
道化スタイルを欠かさないディー (2014年)

家族
1981年に、衣裳デザイナーだった妻スゼットと結婚。地元ロングアイランドに住居を構え、4人の子供を授かる。長男 Jesse Blaze Sniderもミュージシャンになり、ファンクメタル・バンド「Baptized By Fire」に所属した。孫が高速道路の車中で誕生したという逸話がある。
キャラクター
身長185cm。ドラァグクイーン的な女装やメイク、コミカルなキャラクターで人気を博したのを契機に、タレント業やラジオパーソナリティにも進出している。知性的な反面、反骨精神があって毒舌を吐く一面があり、同郷でメイクアップキャラクターの同業者でもあるロックバンド「キッス」のポール・スタンレーを挑発し、口論合戦を仕掛けたこともある。逆に、ヴィジュアル系の大御所 アリス・クーパーとは親交があり共演歴がある。
反骨精神
1980年代トゥイステッド・シスター全盛の頃、ヒット曲「We're Not Gonna Take It」の内容に対し、音楽倫理団体「PMRC」からクレームが付き槍玉に挙げられた。作詞した本人は公聴会に出席し、臆する事なく理路整然と反証した。
2015年の米大統領選指名争いで当時候補者の一人だったドナルド・トランプは、トゥイステッド・シスターの楽曲「We're Not Gonna Take It」を選挙運動のBGMに使用した。米音楽業界がトランプに否定的な中『｢We're Not Gonna Take It」は反骨の曲だ。現システムを壊そうとしているトランプに合致する』と一度は使用を容認した。しかしトランプの過激な政治的主張や、トランプが白人至上主義者を非難しないことに強く反対の意思を表明し、自身の楽曲を使用しないように求めた。

## ディスコグラフィ

### ソロアルバム
- Never Let the Bastards Wear You Down (2000)
- Dee Does Broadway (2012) - ショー形態の企画アルバム
- We Are the Ones (2016)
- For the Love of Metal (2018)
- Leave a Scar (2021)

### バンド名義
Twisted Sister
Desperado
- Bloodied But Unbowed (1996)
- Ace (2006)
- Dee Snider Desperado Limited Edition (2009)

Widowmaker
- Blood and Bullets (1992)
- Stand by for Pain (1994)